# 国际协力机构

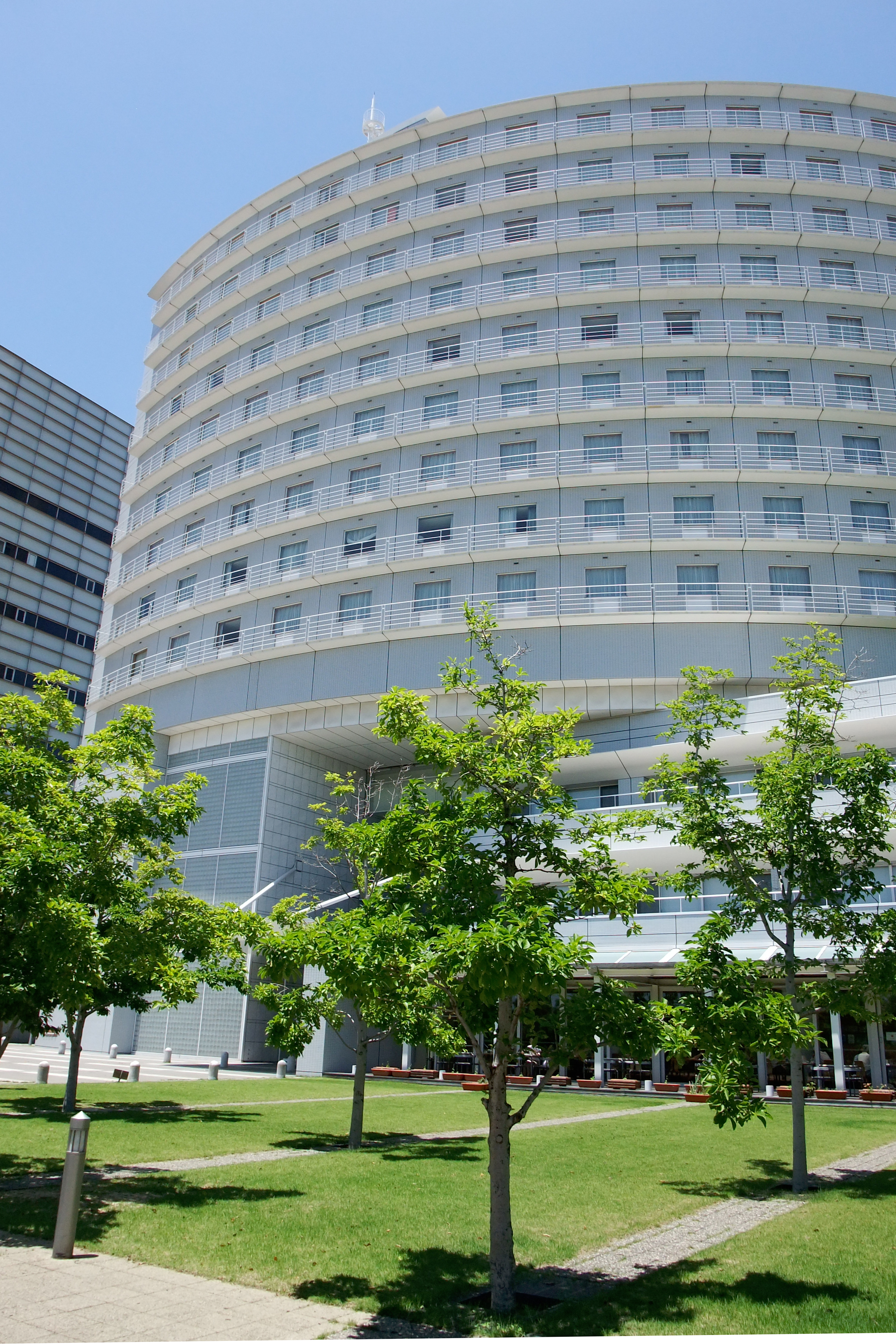
JICA关西事务所大楼

獨立行政法人国际协力机构，成立于2003年10月，是日本对外实施政府开发援助（ODA）的主要执行机构之一，隶属于日本外务省。

## 历史
其前身是成立于1974年日本国际协力事业团。JICA的资金全部来源于政府财政预算。2004年度，JICA承担政府开发援助资金总额为1612亿日元，占当年全部ODA预算（8169亿日元）的19.7%。
JICA在全球54个国家设有事务所，中国事务所设立于1982年，但自1979年JICA即与中国开始进行合作，合作领域涵盖环境保护、农林水产业、医疗保健、教育、工矿业、能源、运输、交通、通讯等诸多方面。